# Green Party in Northern Ireland
The Green Party in Northern Ireland är ett distrikt inom Irish Green Party. Partiledare är Clare Bailey.
Partiet fick länge klent väljarstöd. I det nordirländska parlamentsvalet 2003 fick det till exempel 0,3 % av rösterna och i EU-parlamentsvalet året därpå blev partiet det minsta på Nordirland.
Det fick sitt politiska genombrott i lokalvalen 2005.
I valet 2007 erövrade det 1,7 %; partiets första mandat i det nordirländska parlamentet tillföll Brian Wilson.